# Michael D. O'Brien
Michael D. O'Brien (Ottawa, 1948) è uno scrittore, artista e saggista canadese di ispirazione cattolica.

## Romanzi
Michael D. O'Brien, scrittore canadese autodidatta, è conosciuto soprattutto per la sua serie di romanzi di tema apocalittico complessivamente chiamata The Children of the Last Days («I bambini dei giorni ultimi»). La prima opera di tale serie, divenuta best seller, è Il nemico (il cui titolo originale è Father Elija: An Apocalypse), stampato per la Ignatius Press nel 1996, che narra la storia dell'avvocato ebreo David Schäfer, sopravvissuto all'Olocausto e in seguito divenuto frate carmelitano con il nome di Padre Elia. Nella trama, ambientata negli anni contemporanei, sono incluse le caratterizzazioni di un Prefetto della Congregazione per la Dottrina della Fede e di un Pontefice che ricordano da vicino l'ex-prefetto Joseph Ratzinger e il precedente papa Giovanni Paolo II, e affidano a Padre Elia una missione capitale per il destino del mondo e dell'uomo, ovvero il confronto e il tentativo di conversione di colui che è considerato l'Anticristo, in modo da rimandare la probabile e ormai prossima Apocalisse. Uno degli intrighi dell'Anticristo, caratterizzato come un misterioso Presidente d'Europa ammirato da tutto il mondo, coinvolge il ritrovamento di un manoscritto perduto di Aristotele Sulla giustizia nella sua versione averroista. Tutta la serie di romanzi di O'Brien, non solo Il Nemico, è incentrata sul tema degli «ultimi tempi» descritti e profetizzati nei Vangeli.  Padre Elia/David Schäfer appare in diversi di questi romanzi come protagonista: ad esempio  Il Libraio tratta  dell'adolescenza di Schäfer. unico membro della sua famiglia miracolosamente sfuggito alla deportazione nazista per merito del libraio Pawel Tarnowski, suo salvatore e figura chiave dell'intera serie di romanzi. Si può inoltre notare come gli argomenti, i concetti e la trama de Il Nemico presentino molte affinità con il romanzo Il padrone del mondo di Robert Hugh Benson, e lo stesso O'Brien rende manifesti gli spunti intellettuali presi da Il Signore degli Anelli, dalla Divina Commedia, dai Promessi sposi nonché dalle opere catechetiche e apologetiche di sant'Agostino, san Giustino, Tertulliano e dell'intera tradizione patristica e scolastica.

## Saggi
Gli articoli, saggi e conferenze di O'Brien tendono a concentrarsi sulla sua visione di una civiltà occidentale in immane declino e in corsa verso quello da lui definito come «Nuovo Totalitarismo». Il saggio più noto di O'Brien, Un paesaggio con draghi: la battaglia per la mente di tuo figlio, stampato sempre per la Ignatius Press nel 1994 e descritto come controverso dal suo stesso editore, presenta l'analisi di come la contemporanea letteratura e cultura per bambini sia stata progressivamente sradicata dall'etica cristiana per essere immessa entro un'ideologia neopagana in cui il bene e il male sono sfumati e non più chiaramente definiti. Il saggio di O'Brien avanza le sue critiche o il suo scetticismo verso innumerevoli opere di fantasia, da Eragon di Paolini a Il cavaliere dei draghi di Cornelia Funke fino a Harry Potter della Rowling e ai Dragonieri di Pern di Anne McCaffrey. Una delle ipotesi fondamentali del saggio è che, a monte di una millenaria e perlopiù univoca tradizione di simboli, ogni opera di fantasia che intenda presentare la figura del drago come simpatetica al bene invece che al male contiene implicitamente un nucleo anticristiano, cioè orientato a scardinare l'opposizione cristiana fra Cristo (rappresentato dall'agnello o dal leone) e Satana (rappresentato appunto dal drago o dal serpente). Dall'innumerevole lista di opere letterarie, cinematografiche e televisive additate da O'Brien come nocive per la formazione morale e spirituale dei bambini, che avverrebbe appunto mediante un'educazione simbolistica deviata, rimangono invece escluse Il Signore degli Anelli di J. R. R. Tolkien, Le cronache di Narnia di C. S. Lewis e le varie opere fantastiche (ad esempio La principessa e i goblin) di George MacDonald per il loro ordine simbolico ed etico radicato nella tradizione cristiana: attuando un confronto fra l'opera della Rowling e quella di Tolkien, ad esempio, O'Brien afferma che «la Rowling ritrae la vittoria di Harry come frutto di una conoscenza e di un potere esoterico. Questo è Gnosticismo. Tolkien ritrae invece la vittoria di Frodo come frutto di umiltà, obbedienza e coraggio in una condizione di radicale sofferenza. Questa è Cristianità».

## Attività artistica
O'Brien è anche un artista, più precisamente un pittore che dipinge in stile neo-bizantino con un'interpretazione contemporanea; i suoi dipinti sono spesso venduti per oltre 10 000 dollari l'uno, e alcuni di questi suoi dipinti appaiono anche sulle copertine di ogni suo libro.

## Opere
- Un paesaggio con draghi: la battaglia per la mente di tuo figlio, 1994
- I Misteri del Santissimo Rosario, 1994 (con disegni e pitture dello stesso O'Brien)
- La famiglia e il Nuovo Totalitarismo, 1995
- Il Nemico, 1996
- Il piccolo angelo, 1996
- Stranieri e ospiti, 1997
- Eclissi di Sole, 1998
- Plague Journal, 1999; traduzione italiana di Gian-Antonio Profilo: Il diario della peste, edizioni Fede & Cultura, Verona 2020.
- Un pianto di pietra, 2003
- Il Libraio, 2005
- L'isola del mondo, 2007
- Theophilos, (Theophilos, Ignatius Press, San Francisco 2009), traduzione italiana di Edoardo Rialti, edizioni San Paolo, Torino 2010;
- L'inviato, 2016